# ولودمیر داخنو
ولودمیر داخنو (اوکراینی: Володимир Авксентійович Дахно؛ ۷ مارس ۱۹۳۲–۲۸ ژوئیه ۲۰۰۶) یک کارگردان فیلم، انیماتور، کارگردان فیلم‌های انیمیشن و فیلم‌نامه‌نویس اوکراینی بود. او برنده‌ی جایزه ملی شوچنکو اوکراین در سال ۱۹۸۸ و دارنده‌ی عنوان هنرمند مردمی اوکراین در سال ۱۹۹۶ بود. داخنو بیشتر با مجموعه انیمیشن مشهور کازاک‌ها شناخته می‌شود که شخصیت‌های آن، کازاک‌های زاپوروژی بودند. او در استودیو «کیف‌نااوچ‌فیلم» (که با نام «کیف‌ناوک‌فیلم» نیز شناخته می‌شود و امروزه به «اوکرانیم‌فیلم» تغییر نام داده است) فعالیت می‌کرد.
ولودیمیر داخنو در ۷ مارس ۱۹۳۲ در شهر زاپوریژیا در جمهوری شوروی سوسیالیستی اوکراین (که اکنون بخشی از اوکراین مستقل است) به دنیا آمد. پدرش سرهنگ ارتش و مادرش کتابدار بود؛ داخنو کودکی «کتاب‌دوست» توصیف شده که به طراحی علاقه‌مند بود. او در مصاحبه‌ای گفته بود که بزرگ شدن در زاپوریژیا در شکل‌گیری علاقه‌اش به طنز تأثیر داشته است.
پس از پایان مدرسه، ابتدا وارد مؤسسه پزشکی کی‌یف شد اما خیلی زود به مؤسسه مهندسی عمران کی‌یف منتقل شد، جایی که در کلاس معمار برجسته اوکراینی، یوزف کاراکیس تحصیل کرد. داخنو در توصیف پیوند معماری و انیمیشن گفته بود:
«این تواناییِ ساختن یک تصویر و دیدن آن در ذهن است. مانند معماری است: وقتی یک معمار نقشه‌ی خانه‌ای را می‌کشد، باید بتواند کل ساختمان را در ذهنش به‌روشنی مجسم کند. ممکن است آدم بااستعدادی باشید، اما بدون این دید ویژه نمی‌توانید یک انیمیشن خلق کنید. فکر و ایده، پیش از هر چیز، باید در ذهن کارگردان به تصویر درآید و اگر خوش‌شانس باشید، آن تصویر جان می‌گیرد و روی پرده زنده می‌شود و برای بیننده معنا پیدا می‌کند.»
در تاریخ ۷ مارس ۲۰۱۳، گوگل به مناسبت هشتاد و یکمین زادروز ولودیمیر داخنو، دودل ویژه‌ای به یاد او منتشر کرد.